# Атажукин, Кази Мусабиевич
Кази Мусабиевич Атажукин (1841—1899) — писатель, публицист, педагог, лингвист, составитель первых книг на адыгском (черкесском) языке.

## Биография
Принадлежал к известному кабардинскому княжескому роду Атажукиных, но не имел титула владетельного князя. Рано остался без родителей, поэтому воспитывался у родственников. С 1850 по 1858 год учился в Ставропольской гимназии, после чего поступил на службу в 7-й линейный батальон Кавказской армии.
Совместно с Умаром Берсеевым и Петром Усларом в 1865 году закончил работу над кабардинским алфавитом и составил первый кабардинский букварь.
Занимался составлением сборников народных рассказов, легенд, анекдотов на адыгском (черкесском) языке.
Считал себя последователем русского педагога К. Д. Ушинского, использовал его методику при составлении кабардинской азбуки, переводил его труды на кабардинский язык. Кроме того, занимался изучением и переводом произведений Пирогова, Толстого, Герцена, Лермонтова, Чернышевского, Добролюбова и др.
Стоял у истоков адыгской публицистики. В частности, в 1870 году опубликовал в «Терских ведомостях» ряд статей по проблемам письменности и изучения языков бесписьменных народов.

## Труды и публикации
- Мнение о введении письменности в Кабарде. 1864 (рукопись).
- Саади и «Гюлистаным» щыщу таурыхъ зыбжанэ (Несколько рассказов из «Полистана» Саади). Тифлис, 1864.
- Сосрыкъуэ и пшыналъэм и къедзыгъуитрэ таурыхъитрэ (Два отрывка из народной поэмы о Сосруко и два рассказа). Тифлис, 1865.
- Къэбэрдей алыфбей (Кабардинская азбука). Тифлис, 1865.
- Кабардинская старина. ССКГ. Тифлис, 1872. — Вып. 6. — с. 1-128.
- Попытки введения кабардинской письменности // Терские ведомости. — Владикавказ, 1870. — 5, 12 марта.
- Ответ г. Макарову // Терские ведомости, 1870. — 30 апреля.
- Еще ответ г. Макарову // Терские ведомости, 1870. — 25 июня.
- Последнее слово г. Макарову // Терские ведомости, 1870. — 13 августа.
- Заметка на статью г. Краббе // Терские ведомости, 1870. — 4 июня.
- Из кабардинских сказаний о нартах // ССКГ. Тифлис, 1871. — Вып. 5. — с. 47-71.
- Сосруко, Пшибадыноко, Ашамаз. СМОМПК // Тифлис, 1891. — Вып.12.
- Переиздано: Кази Атажукин. Избранное. Вступительная статья и подготовка текстов к изданию Р. Хашхожевой. — Нальчик, 1971; второе, дополненное изд. — Нальчик, 1991.

## Прочие факты
- Учился в Ставропольской гимназии вместе с будущим адыгским просветителем Адиль-Гиреем Кешевым[4]
- Кази Атажукин считается самым крупным собирателем кабардинского эпоса[5].